# سفارت ترکیه در کابل
سفارت ترکیه در کابل (انگلیسی: Embassy of Turkey, Kabul)، نمایندگی دیپلماتیک جمهوری ترکیه مقیم کابل است. به طور رسمی، سفارت و کارکنان آن هنوز در جمهوری اسلامی افغانستان اعتبار دارند. سفیر با مقامات رسمی امارت اسلامی افغانستان و اعضای طالبان که عملاً دولت فعلی افغانستان هستند، ملاقات می‌کند.
در مارس ۲۰۲۲، مولود چاووش‌اوغلو، وزیر امور خارجه، تمایل خود را برای به رسمیت شناختن امارت اسلامی در سطح بین‌المللی ابراز کرد. وضعیت کنونی ترکیه در خصوص به رسمیت شناختن امارت اسلامی مبهم است.
سفیر کنونی «جهاد ارگینای» است که در ۲۲ مه ۲۰۲۱ استوارنامه خود را به رئیس‌جمهور وقت اشرف غنی تقدیم کرد.

## سفارت
در اوت ۱۹۲۰ ترکیه اولین نماینده خود را به افغانستان فرستاد. پس از آن در ۲۶ ژوئن ۱۹۲۲ یک سفیر تعیین شد. زمینی که سفارت در آن قرار دارد در زمان پادشاهی امان‌الله شاه به ترکیه هدیه داده شد. این سفارت که در زمینی به مساحت ۴۵۰۶۵ متر مربع ساخته شده است، اولین نمایندگی دیپلماتیکی است که در کابل افتتاح می‌شود. سند سفارت در ۲۵ نوامبر ۱۹۴۵ به ترکیه صادر شد. ساختمان‌های فعلی سفارت در سال ۱۹۷۷ ساخته شد.

## سازمان
این سفارت در کنار مسئولیت‌های معمول خود، چهار دفتر دیگر نیز دارد: نظامی، آموزشی، تجاری و یک دفتر نمایندگی وزارت کشور ترکیه.